# Indol
Indol je aromatično heterociklično organsko jedinjenje. Indol ima bicikličnu strukturu, koja se sastoji od šestočlanog benzenovog prstena spojenog sa petočlanim pirolovim prstenom. Indol se često sreće u mirisima i lekovima. Jedinjenja koja sadrže indolni prsten se nazivaju indolima. Indolna aminokiselina triptofan je prekurzor neurotransmitera serotonina.

## Generalne osobine i rasprostranjenost
Indol je čvrst na sobnoj temperaturi. Indol mogu da proizvedu bakterije kao degradacioni produkt aminokiseline triptofana. On se prirodno javlja u ljudskom izmetu i ima intenzivni fekalni zadah. U veoma niskim koncentracijama, međutim, on ima miris cveća, i sastojak je mnogih cvetnih mirisa (such as orange blossoms) i parfema. On se takođe javlja u katranu.
Korespondirajući supstituent se naziva indolil.
Indol podleže elektrofilnoj supstituciji, uglavnom na poziciji 3. Supstituisani indoli su strukturni elementi (i za neka od jedinjenja sintetički prekurzori) triptofanskih-derivata triptaminskih alkaloida poput neurotransmitera serotonina, i melatonina. U indolna jedinjenja se isto tako uvrštavaju biljni hormon auksin (indolil-3-sirćetna kiselina), antiinflamatorni lek indomtacin, beta blokator pindolol, prirodni halucinogen dimetiltriptamin (N,N-DMT).
Ime indol je formirano od reči indigo i oleum, jer je indol prvi put izolovan tretmanom indigo boje oleumom.

## Sinteza indola
Indol je prisutan u katranu u znatnim količinama, i 220–260°C distilaciona frakcija je glavni industrijski izvor materiala. Indol i njegovi derivati takođe mogu biti sintetisani različitim metodama. Glavni industrijski putevi počinju od anilina.
Primer sinteze velikih količina, je reakcija u gasovitoj fazi u kojoj se indol (i supstituisani derivati) formiraju iz anilina i etilen glikola u prisustvu katalizatora:
Generalno, reakcije se izvode na 200 do 500°C. Prinosi mogu da budu i do 60%. Drugi prekurzori indola su formiltoluidin, 2-etilanilin, i 2-(2-nitrofenil)etanol. Oni su svi podložni ciklizaciji. Mnogi drugi metodi su bili razvijeni.

## Hemijske reakcije indola

### Baznost
Za razliku od većine amina, indol nije bazan. U tom pogledu je analogan sa pirolom. Veoma jake kiseline kao što je hlorovodonična kiselina su potrebne da bi se protonisao indol. Protonisana forma ima  od −3.6. Sensitivnost mnogih indolnih jedinjenja (npr., triptamina) u kiseloj sredini je uzrokovana ovom protonacijom.

### Elektrofilna supstitucija
Najreaktivnija pozicija indola za elektrofilnu aromatičnu supstituciju je C-3, koja je 1013 puta reaktivnija nego ugljenik benzena. Na primer, Vilsmeier-Hakova formilacija indola se odvija na sobnoj temperaturi ekskluzivn na C-3. Pošto je pirolni prsten najreaktivniji deo indola, so elektrofilne supstitucije benzenovog prstena dolazi samo nakon što su N-1, C-2, i C-3 supstituisani.
Gramin je koristan sintetički intermedijar, koji se proizvodi Maničevom reakcijom indola sa dimetilaminom i formaldehidom. On je prekurzor indolne sirćetne kiseline i sintetičkog triptofana.

### Kiselost azotnog vodonika i organometalini indolni anjonski kompleksi
center ima  vrednost 21 u , tako da su veoma jake baze kao što je natrijum hidrid ili butil litijum i odsustvo vode neohodni za kompletnu deprotonaciju. Rezultujući derivati alkalnih metala mogu da reaguju na dva načina. Soli jonskog karaktera kao što su jedinjenja natrijuma ili kalijuma reaguju sa elektrofilima na azotu-1, dok jedinjenja magnezijuma koja su u većoj meri kovalentna (indolni Grignard reagensi) i (posebno) cinkovi kompleksi teže da reaguju na ugljeniku-3. Slično tome, polarni aprotonski rastvarači kao što je DMF i DMSO prioritizuju napad na azot, dok nepolarni rastvarači kao što je toluen doprinose C-3 napadu.

## Literatura
- -{Indoles Part One, W. J. Houlihan (ed.), Wiley Interscience, New York, 1972.
- Sundberg, R. J. (1996). Indoles. San Diego: Academic Press. ISBN 978-0-12-676945-6.
- Joule, J. A.; Mills, K. (2000). Heterocyclic Chemistry. Oxford, UK: Blackwell Science. ISBN 978-0-632-05453-4.
- Joule, J., In Science of Synthesis. 2000. ISBN 978-3-13-112241-4.. Thomas, E. J., Ed.; Thieme: Stuttgart,.; Vol. 10. . стр. 361. (GTV).  978-0-86577-949-5 (TNY).}-

## Spoljašnje veze
- Sinteza indola